# Индиана Евънс
Индиана Роуз Евънс (на английски: Indiana Rose Evans) е австралийска актриса родена в Сидни, Австралия на 27 юли 1990 г. Тя е най-известна с ролите на Матилда Хънтар в „У дома и навън“ и като Бела Хартли в „H2O: Просто добави вода“.

## Кариера
През 2003 г. тя започва актьорската си кариера, като получава роля във филма Medical Drama. Тя продължава да взема роли във филми. След това тя получава роля в детския телевизионен сериал Nine Network. Сериала продължава само един сезон. Малко след като завърши Snobs Evans успешно, тя участва на прослушване за ролята на Матилда Хънтър (получава я). В ролята на Матилда, тя превъплъщава привилегирована тийнейджърка, която е принудена да се премести в Summer Bay Caravan Park. Евънс е номинирана за награди. Евънс прави своя окончателен вид през юли 2008 г. През 2009 г. Евънс се снима в телевизионния филм Ten Made. Същата година Евънс получава роля в детския сериал H2O на мястото на Клеър Холт която напусна в края на втория сезон, защото получи роля в друг филм. Тя превъплъщава ролята на Изабела (Бела), начинаеща певица, която също е русалка. Евънс завърши солов албум за саундтрака на серията H2O: Просто Добави Вода, който бе представен през март 2011 г. Сериала не е подготвен за четвърти сезон. През август 2010 г. Евънс играе в австралийския филм Disaster Blast Arctic, която е филмов дебют на Еванс. Тя се превъплъщава в ролята на Наоми Тейт, филмът е заснет в Тасмания на бюджет от $ 5 милиона. Филмът е бил освободен за смесени отзиви от критиците. През ноември 2010 г. Евънс се хвърли като редовен ABC1 Правна телевизионната драма в сериала Crownies и центрове около група от адвокати, работещи за Службата на директора на прокуратурата. Евънс се превъплъщава в ролята на Тейтъм Новак дъщеря на известния гангстер. Сериалът е заснет в Сидни, Нов Южен Уелс и премиерата на 14 на месец юли 2011 г. и се кандидатира за хода на първия сезон от 22 епизода. Сериала не беше подновен за втори сезон, и вместо това отделяне е в процес на разработка. Не е известно дали или не Еванс ще се върне. През февруари 2012 г. Еванс подписа, за да играе женска роля в римейка на цялостен телевизионен филм 1980 Blue Lagoon заедно с колегите от австралия Тхуаътъс Брентън, който също е известен. Blue Lagoon: The Awakening премиера на 16 юни 2012 г., за да смесени отзиви.

## Филмография
Индиана Евънс има интерес към изкуствата още от пет годишна възраст. На седем години тя се записва на уроци по танци, което започва с балет и след това еволюира към джаза. Тя е учила в Newtown High School (сценични изкуства), но две седмици по-късно напуска и се съсредоточава към актьорската си кариера. След това тя веднага взе роля във филм.
| Година    | Заглавие                                        | Роля                   |
| --------- | ----------------------------------------------- | ---------------------- |
| 2003      | All Saints                                      | Мили Робъртс           |
| 2003/2004 | Snobs                                           | Аби Оакли              |
| 2004/2008 | Home and Away                                   | Матилда Хънтар         |
| 2008      | The Strip                                       | Чина Уилямс            |
| 2008      | Burden                                          | Лара Бойд Кътлар       |
| 2008      | At the Tattooist                                | Джорджия               |
| 2009      | A Model Daughter: The Killing of Caroline Byrne | Кели Уотсън            |
| 2009/2010 | H2O: Просто добави вода                         | Исабела „Бела“ Хартли  |
| 2010      | Arctic Blast                                    | Наоми Тейт             |
| 2010      | Cops L.A.C.                                     | Кели                   |
| 2011      | Crownies                                        | Татум Новак            |
| 2012      | Blue Lagoon: The Awakening                      | Емалийн „Ема“ Робинсън |